# Pokémon-Legenden: Arceus
Pokémon-Legenden: Arceus ist ein Action-Rollenspiel der Pokémon-Reihe, das am 28. Januar 2022 für die Nintendo Switch erschienen ist. Das Spiel wurde von dem japanischen Entwicklerstudio Game Freak entwickelt und von The Pokémon Company und Nintendo veröffentlicht.

## Handlung

### Hintergrundgeschichte
Pokémon-Legenden: Arceus spielt in der Hisui-Region, einem Vorläufer der Sinnoh-Region, in der die Handlung der Vorgängerspiele Pokémon Diamant und Perl sowie deren Remakes Pokémon Strahlender Diamant und Leuchtende Perle stattfindet. Die Handlung spielt eine lange Zeit vor der Handlung dieser Spiele. Die Hisui-Region ist vor Beginn der Handlung nur dünn besiedelt. Seit langer Zeit leben der Diamant- und der Perl-Clan in Hisui. Beide Clans beten das Ehrwürdige Sinnoh an, ein legendäres Pokémon, das den Clans zufolge die Hisui-Region erschaffen haben soll. Da der Diamant-Clan in Sinnoh eine Gottheit der Zeit sieht, der Perl-Clan in ihm jedoch eine Gottheit des Raums, führte dies in der Vergangenheit zu kriegerischen Auseinandersetzungen zwischen ihnen. Kurz vor Beginn der Handlung ist die Galaktik-Expedition nach Hisui gezogen und hat dort die Siedlung Jubeldorf gegründet, um die Region zu erkunden. Ebenfalls erschien vor kurzer Zeit in Hisui ein Riss im Raum-Zeit-Gefüge.

### Handlungsverlauf
Zu Beginn der Handlung erscheint das mysteriöse Pokémon Arceus, das Schöpfer der Sinnoh-Region sein soll, vor dem Spieler. Arceus fordert diesen dazu auf, allen Pokémon begegnen, und schickt ihn anschließend durch den Riss im Raum-Zeit-Gefüge in die Sinnoh-Region der Vergangenheit, damals bekannt als Hisui. Dort wird er von Professor Laven, einem Pokémon-Forscher, gefunden und nach Jubeldorf gebracht. In Jubeldorf trifft der Spieler auf Denboku, dem Chef der Galaktik-Expedition und Zelestis, der Haupt-Kommandantin der Expedition. Sie ist für den Mitgliedsrang verantwortlich und stellt dem Protagonisten eine Aufnahmeprüfung. Wenn man diese bestanden hat, bekommt der Spieler von Professor Laven das Starterpokémon, wird so in den Forschungstrupp aufgenommen und darf somit langfristig in Jubeldorf wohnen. Ziel des Forschungstrupps ist es, mit dem Pokédex ein erstes Lexikon über die verschiedenen in Hisui lebenden Pokémon-Arten zu erstellen. Außerdem will der Forschungstrupp den Riss im Raum-Zeit-Gefüge analysieren, nachdem Blitze aus diesem Riss mehrere besonders starke Pokémon in Rage versetzt haben.
Im Laufe der Handlung reist der Spieler durch die fünf Areale der Hisui-Region, um die sogenannten Königinnen und Könige, die in Rage versetzen Pokémon, zu beruhigen. Dabei erhält er unter anderem Unterstützung von Diam, Anführer des Diamant-Clans, Perla, Anführerin des Perl-Clans, und Volo, einem an den Mythen der Hisui-Region interessierten Händler der Gingko-Gilde. Nachdem der Spieler die fünf Königinnen und Könige beruhigen konnte, wird der Riss aber noch größer. Denboku verbannt daher den Spieler aus Jubeldorf, da er diesen für den Riss verantwortlich sieht.
Der Spieler wird in der Wildnis ausgesetzt und erhält im Geheimen Unterstützung von Diam, Perla und Volo. Volo bringt den Spieler zur Unterkunft von Cogita, die in den Legenden der Hisui-Region bewandert ist. Cogita zufolge ist ein Pokémon für den Riss im Raum-Zeit-Gefüge verantwortlich und nur die Rote Kette, ein mythischer Gegenstand, kann dieses Pokémon bannen. Zusammen mit Volo und entweder Diam oder Perla sucht der Spieler drei legendäre Pokémon auf, mithilfe derer er die Rote Kette herstellt. Der Spieler kehrt nach Jubeldorf zurück und wird wieder in den Forschungstrupp aufgenommen. Denboku ist jedoch schon zum Riss in Raum-Zeit-Gefüge aufgebrochen, um allein gegen das Pokémon zu kämpfen. Beim Riss im Raum-Zeit-Gefüge besiegt der Spieler Denboku. Danach erscheint mit Dialga, der Gottheit der Zeit, oder Palkia, der Gottheit des Raums, das Pokémon aus dem Riss im Raum-Zeit-Gefüge. Die Macht Dialgas bzw. Palkias zerstört die Rote Kette, der Spieler kann es aber mit einem Pokéball fangen. Durch den Riss im Raum-Zeit-Gefüge erscheint anschließend aber mit Palkia bzw. Dialga ein weiteres Pokémon. Nachdem Professor Laven aus den Überresten der Roten Kette einen weiteren Pokéball anfertigt, fängt der Spieler auch Palkia bzw. Dialga. Der Riss im Raum-Zeit-Gefüge schließt sich und der Spieler kehrt nach Jubeldorf zurück. Der Diamant- und Perl-Clan schließen Frieden, nachdem Diam und Perla feststellen, dass beide Clans mit der Verehrung von Zeit und Raum teilweise Recht hatten.

## Spielprinzip
Pokémon-Legenden: Arceus ist ein Action-Rollenspiel der Pokémon-Reihe. In der Wildnis der Hisui-Region kann der Spieler Pokémon fangen. Anders als in den vorherigen Spielen der Pokémon-Reihe kann der Spieler ein Pokémon durch Werfen eines Pokéballs fangen, ohne zuvor einen Kampf mit diesem zu initiieren. Dazu muss der Spieler sich an das zu fangende Pokémon anschleichen und den Pokéball werfen, sobald es in Reichweite ist. Wie in den Vorgängern ist es weiterhin möglich, mit den gefangenen Pokémon Kämpfe zu bestreiten. Um den Kampf zu initiieren, wirft der Spieler den Pokéball, in dem sein eigenes Pokémon gefangen ist, in die Nähe des zu bekämpfenden Pokémon. Zum ersten Mal kann der Spieler selbst Schaden durch Pokémon nehmen.

## Ankündigung und Veröffentlichung
Pokémon-Legenden: Arceus wurde am 26. Februar 2021 in einer Pokémon-Presents-Videopräsentation zum 25. Jubiläum der Pokémon-Reihe zusammen mit den Spielen Pokémon Strahlender Diamant und Leuchtende Perle angekündigt. Als Veröffentlichungsfenster wurde der Anfang 2022 genannt. Im Mai 2021 wurde schließlich der Veröffentlichungstermin auf den 28. Januar 2022 gesetzt, an dem das Spiel letztendlich weltweit erschienen ist.

## Rezeption

### Vorabberichte
Der erste Trailer zum Spiel stimmte Fans und Fachjournalisten positiv. So hoffte The Washington Post, dass Pokémon-Legenden: Arceus der als stagnierend empfundenen Pokémon-Reihe frischen Wind brächte. Pokémon-Legenden: Arceus sei „das Spiel, das sich Pokémon-Fans gewünscht haben“. Die grafische Präsentation des Trailers führte hingegen zu Bedenken. Abram Buehner von Comic Book Resources kritisierte, dass die Bildfrequenz zu niedrig sei und die Charaktermodelle in ihrer Qualität variieren würden. Er befürchtete, dass Pokémon-Legenden: Arceus wie Cyberpunk 2077 zu einem „Paradebeispiel ungenutzten Potenzials“ werden könne. Die offene Welt und Natur des Trailers wurden mit The Legend of Zelda: Breath of the Wild verglichen.

### Rezensionen
Nach Veröffentlichung erhielt Pokémon-Legenden: Arceus größtenteils positive Wertungen. Review-Aggregator Metacritic ermittelte – basierend auf 118 Rezensionen – eine Gesamtwertung von 83 aus 100 Punkten.

### Verkaufszahlen
In Japan verkaufte sich Pokémon-Legenden: Arceus in seiner ersten Verkaufswoche über 1,42 Millionen Mal und wurde dort zum Nintendo-Switch-Spiel mit dem zweitbesten Verkaufsstart hinter Animal Crossing: New Horizons. Im Vereinigten Königreich debütierte das Spiel auf Platz 1 der Videospiel-Charts und machte etwa 50 % aller verkauften physischen Spiele in seiner Veröffentlichungswoche aus. Unter allen Veröffentlichungen der Pokémon-Reihe hatte das Spiel dort den viertbesten Verkaufsstart.
Weltweit wurde das Spiel in seiner ersten Woche über 6,5 Millionen Mal verkauft.